# 雨果·洛佩斯·盖特尔·拉米雷斯

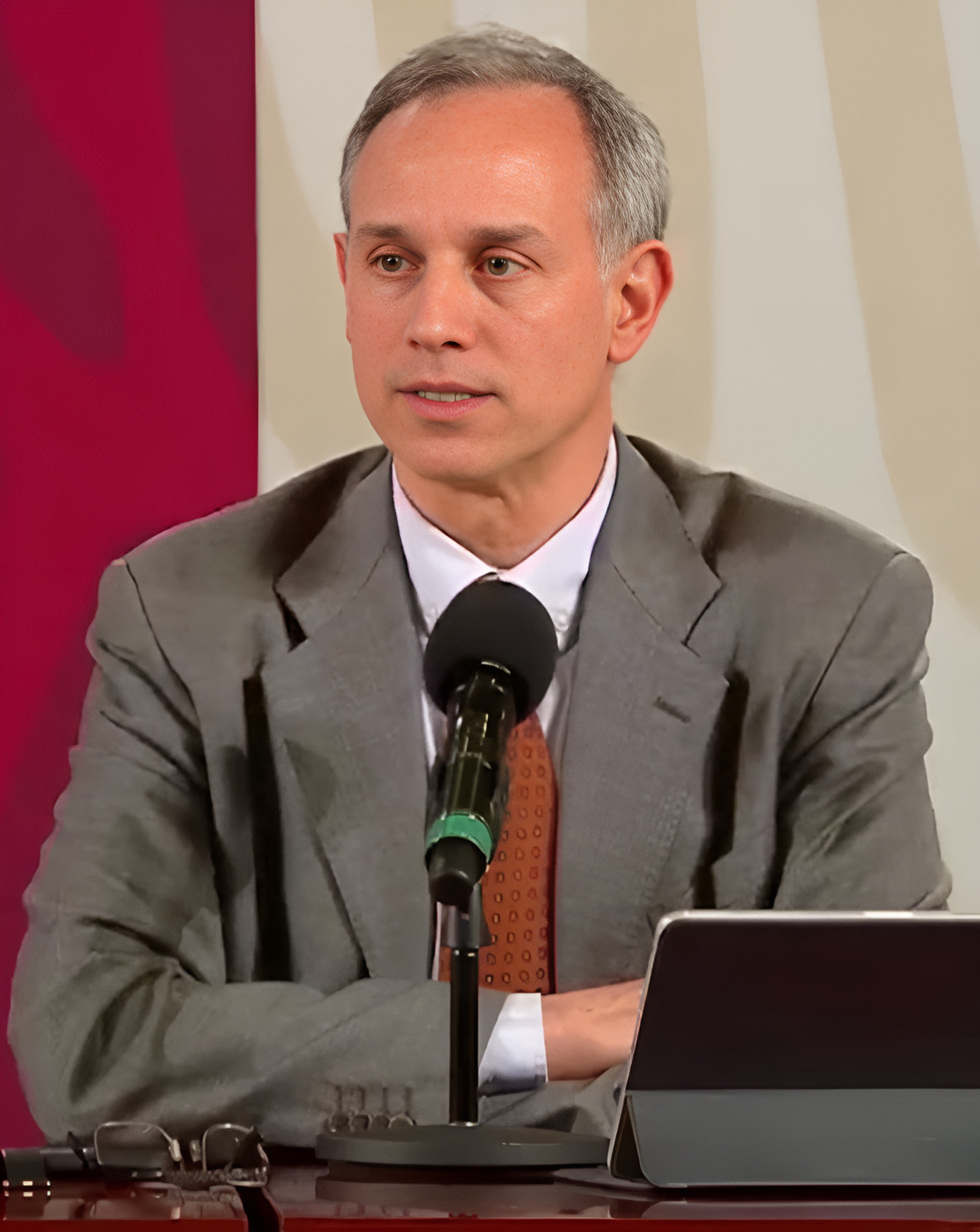
编辑“雨果·洛佩斯·盖特尔·拉米雷斯

雨果·洛佩斯·盖特尔·拉米雷斯（Hugo López-Gatell Ramírez，1969年2月22日—）是墨西哥的流行病学家，研究员，教授和政府官员。 自2018年12月1日起，他担任墨西哥卫生部预防和促进健康事务秘书处的负责人。 

## 传记
他于1969年2月22日出生在墨西哥城，他的父亲于1925年出生在西班牙加泰罗尼亚的塔拉戈纳，并随同其祖父母以共和党流亡者的身份来到墨西哥。她的父亲是泌尿科医生，母亲是护士，他们在墨西哥城的一家医院工作时相识。  
他就读于墨西哥国立自治大学，于1994年以博士学位毕业。他拥有内科专业、医学、牙科和健康科学硕士学位。在他的博士后期间，他对结核病对受HIV感染的男性生存的影响进行了前瞻性研究，该研究于2008年发表。 
自2018年12月1日以来，他目前担任健康促进和预防秘书处秘书处负责人。  